# Międzyzdroje
Międzyzdroje (in tedesco Misdroy) è un comune urbano-rurale polacco del distretto di Kamień Pomorski, nel voivodato della Pomerania Occidentale.
Ricopre una superficie di 117,17 km² e nel 2005 contava 6 507 abitanti.